# Monumento a los Héroes de Constanza, Maimón y Estero Hondo
Monumento a los Héroes de Constanza, Maimón y Estero Hondo, originalmente creado como Monumento a la Paz y Confraternidad del Mundo Libre en 1955, fue la culminación de un ambicioso proyecto de renovación urbana de la capital dominicana desarrollado en la década de los cincuenta por la dictadura de Rafael Leónidas Trujillo (1930-1961). Al caer el dictador se cambia su nombre por el actual en honor a una expedición de cientos de jóvenes que el 14 de junio de 1959 intentó derrocar la dictadura que había dominado a la República Dominicana por tres décadas.
Esta obra es la pieza central de un complejo arquitectónico inaugurado el 20 de diciembre de 1955 bajo el marco de la Feria de la Paz y Confraternidad del Mundo Libre, que incluye avenidas, edificios públicos, teatros y hoteles. Esta feria es idea de uno de sus cortesanos más famosos, Don Virgilio Álvarez Pina.
Fue diseñado por el arquitecto dominicano Guillermo González, graduado en la Universidad de Yale, Estados Unidos, con estudios de posgrado en Europa. Es considerado el Padre de la Arquitectura Dominicana.

## Descripción
Consta de un obelisco de dos cuerpos en forma de aguja soportado en uno de sus lados por una bola gigante con el mapa del continente americano, franqueados a los lados por dos largos pasillos soportados por paredes que sirven para colocar obras, en el centro dos jardineras, una fuente y una escultura de Ceres, Diosa Romana de la agricultura, las cosechas y la fecundidad.  En la parte frontal tiene un arco formando un portal con columnas y en las bases del arco se aprovecharon los espacios formados para colocarles a cada lado un mural representativo de la prosperidad de la agricultura en el pueblo Dominicano.
El costo oficial del Monumento nunca ha sido ofrecido, sin embargo, El Dr. Joaquín Balaguer, que para la fecha era Secretario de Estado de Educación, expone en su Libro Memorias de un Cortesano de la Era de Trujillo, que el costo de todo el complejo alcanzó 70 millones de dólares.
El estilo es post-moderno, de líneas rectas y amplios espacios. El arquitecto Eugenio Pérez Montás, en su Libro ‘La Ciudad del Ozama’, se refiere al trabajo del arquitecto González de esta manera:
- “Organizó el espacio siguiendo un eje norte-sur que, prolongado, ha creado en la ciudad contemporánea el más importante circuito corporativo existente. ”

- “Majestuosa, horizontal, desafiaba a los hombres y a las máquinas”

- “Evidencia -resalta- rasgos del urbanismo fascista de los espacios amplios, las perspectivas conducentes, los edificios marco y monumentales, y los materiales tradicionales (mármoles)”

La forma y estilo casi no ha cambiado en estos años, la fuente ya no funciona y las 5 estrellas colocadas en el frente de obelisco central en honor al Generalísimo Trujillo han sido retiradas.
Irónicamente a un monumento creado para honrar la dictadura, al terminar esta, le fue colocado el nombre de la expedición más seria realizada para derrocar la dictadura.

## los wbns
- Enrique Augusto Jiménez Moya: comandante en jefe de la Expedición. Jefe del Grupo de Constanza.
- Antonio Javier Achécar Kalaf
- Augusto Juan Alfonseca Espaillat (Puro)
- Juan Antonio Almánzar Díaz
- Juan Antonio Batista Cernuda (Chepito)
- Gaspar Antonio Rodríguez Bou (Napy)
- Carlos Luis Cabral Manzano
- Félix de los Santos Peralta (Esperanza)
- Alejandro César Domenech Russo
- Miguel Ángel Feliú Arzeno (Miguelucho)
- Pedro Pablo Fernández Cruz
- Freddy Guerra Aponte
- Ing. Leandro Efraín Guzmán Abreu
- Pedro Pablo Fernández Minaya
- Rafael Henríquez Rodríguez (Chapú)
- Francisco Napoleón Hermón Machuca (Papito)
- Leopoldo Jiménez Nouel
- Héctor Mateo Calcagno (Mateíto)
- Dr. Rafael Mella, Rafael Moore Garrido (Fellín)
- José A. Patiño Martínez (Chepito)
- Rafael Tomás Perelló Díaz
- Federico Augusto Pichardo Díaz
- Juan Enrique Puig Subirá Miniño (Johnny)
- Héctor Enrique Ramírez Castillo (Henry)
- Cosme Augusto Rojas Pérez
- José Andrés Rolán Pérez
- Rafael Osvaldo Ross Thomen
- Luis Conrado Ruiz (Peligro)
- Reinaldo Santiago Pou
- José Antonio Spignolio Mena (Cuco)
- Alcibíades Antonio Tavares Pepín (Pigin)
- Alejandro Fidel Torres (Langue)
- Juan de Dios Ventura Simó
- Víctor Eligio Mainardi Méndez
- Rafael Parache

## Héroes de Estero Hondo
- José Antonio Campos Navarro (Tony): jefe del Grupo de Estero Hondo.
- Carlos Aponte Willard
- Simplicio Belfod Santos
- Pedro Antonio Casado Jiménez
- Máximo Emilio D’Oleo Gimbernard
- Vicente Mario Gómez Monatán
- Persio Oscar Grullón Castro
- Alberto Herrera Moreno (Bertico)
- Manuel Lorenzo Carrasco
- Andrés Lozano Guzmán
- Dr. Felipe Maduro Sanabia
- Víctor Manuel Mainardi Reyna (Sillín)
- Jaime Manuel Martínez Rodríguez
- Antonio de Jesús Minaya Fernández
- Héctor Bienvenido Olivier Romero (Papi)
- Alberto Perdomo Ramírez
- Manuel de Jesús Perozo Chicón (Masú)
- Elpidio Sanabia Valverde (Pillo)
- Dr. Octavio Augusto Mejía-Ricart Guzmán
- Doctor Guillermo Augusto Sánchez Sanlley
- Alfonso José Santiago
- Francisco A. Ubiera
- José Rafael Federico Valverde Cruz
- Rafael Quezada Jiménez (Lulú)
- Dr. Aquiles Rodríguez (Quilito)

## Héroes de Maimón
- Dr. José Horacio Rodríguez Vásquez: jefe del Grupo de Maimón
- Miguel Alies Messon
- Doctor Miguel Álvarez Fadul
- Miguel Jacobo Amarante Sevillano
- Francisco José Aponte Williard
- Ramón José Sebastián Asensio Valverde
- Alejandro Báez y Báez, Enrique Belliard Sosa
- Dr. Toribio Bencosme Rodríguez
- José Fabio Bergés (Grillito)
- Pedro Julián Bonilla Aybar
- Domingo Cabrera Martínez
- Julio César Castillo Cruz
- Fernando Cestero Martínez (Chichí)
- Rubén Cordero García
- José Ramón Enrique Cordero Michel
- Ramón Aníbar Castro Sánchez
- Manuel Delgado López
- Héctor Emilio de Giudice Herrera
- Manuel José del Orbe
- Augusto Eufemio Dohse Jorge (Buby)
- Silvio Augusto Domínguez López
- Guillermo Eustaquio Ducoudray Mansfield
- Julio Raúl Durán García
- Gabriel Emilio Fernández Mármol (Pipí)
- Juan Figueroa Reyes
- Bienvenido Fuertes Duarte
- Ercilio García Bencosme (Cilo)
- Sergio Manuel Ildefonso Genao (Capori)
- Fernando Gody
- Francisco José Grullón Martínez (Frank)
- Eugenio Grullón González
- César Federico Laranquent
- José Caonabo Lora Martínez
- Juan José Mateo Adames
- Conrado Martínez Hernández
- Eduardo Salvador Martínez Saviñón
- Miguel Meléndez
- Dr. Antonio Moca Ricart (Tony)
- Fernando Ozuna
- Herminio Ripoll
- Moisés Rubén Agosto Concepción

## Cuba
- Delio Gómez Ochoa: comandante de la Revolución cubana. Héroe de la República Dominicana. Único sobreviviente de la Expedición en 2023.
- Enrique Betancourt Carilli
- Froilán Flores
- Ramón López López (Nene)
- Frank López Rodríguez
- Roberto P. Pichardo Caminada
- Oscar Reyes Medina (Cohetico)
- Aldo Rodríguez Pérez
- Antonio Sánchez Pérez
- Ricardo Vasallo Alfonso
- Oscar Luis Vega Acosta
- Luis Cárdenas Betancourt

## España
Francisco Álvarez

## Puerto Rico
- Luis Álvarez
- Luis Ramón Reyes
- Juan Reyes
- Ramón Ruiz

## Venezuela
- José Altagracia Arias Quintero
- Diego Ávila Piller
- Juan Cárdenas Soto
- José Isaac Molina González
- Generoso Hernández
- Pedro José Linares Badillo
- Luis Alfonso Medina Rosales
- José Luis Rodríguez
- Luis Cárdenas Betancourt
- Manuel Antonio Fernández Cruz

## Estados Unidos
- Larry Beevins
- Charles White